# 52457 Enquist
52457 Enquist este un asteroid din centura principală de asteroizi.

## Descriere
52457 Enquist este un asteroid din centura principală de asteroizi. A fost descoperit pe 2 ianuarie 1995 la Caussols de Eric Walter Elst. Asteroidul prezintă o orbită caracterizată de o semiaxă mare de 2,57 ua, o excentricitate de 0,23 și o înclinație de 5,7° în raport cu ecliptica.